# Der Bulle von Tölz: Tod am Rosenmontag
Tod am Rosenmontag (Arbeitstitel: Mord in närrischer Zeit) ist ein deutscher Fernsehfilm von Walter Bannert aus dem Jahr 1998 nach einem Drehbuch von Franz Xaver Sengmüller. Es ist die 13. Folge der Krimiserie Der Bulle von Tölz mit Ottfried Fischer als Hauptdarsteller in der Rolle des Hauptkommissars Benno Berghammer. Die Erstausstrahlung erfolgte am 22. Februar 1998 auf Sat.1.

## Handlung
Bei einer Faschingsveranstaltung wird eine als Ölscheich verkleidete Person in der Bar von hinten erstochen. Der Tote heißt Arnold Netzthaler. Die kleine Einstichstelle deutet auf eine Art Stricknadel mit etwa 30 cm Länge als Tatwaffe hin. Obwohl Hauptkommissarin Sabrina Lorenz anwesend ist, gibt es keine Zeugen für die Tat, weil die Prinzengarde die Aufmerksamkeit aller Ballbesucher auf sich gezogen hat.
Monika Netzthaler, die Frau des Opfers, will zur fraglichen Zeit zu Hause geschlafen haben; wegen einer starken Migräne habe sie eine Schlaftablette eingenommen. Für Staatsanwältin Dr. Zirner ist der Fall dennoch klar, weil die nunmehrige Witwe es mit der ehelichen Treue nicht so genau genommen hat: Entweder hat Frau Netzthaler oder ihr Liebhaber ihren Mann umgebracht – oder beide gemeinsam.
Prälat Hinter und Notar Schmidseder erhalten seit ein paar Wochen anonyme Drohbriefe in identischem Stil. Da Schmidseder auf der Faschingsveranstaltung das gleiche Kostüm wie das Mordopfer getragen hat, ist nicht auszuschließen, dass der Täter die beiden verwechselt hat.
Beim Seniorenkränzchen im Pfarrheim fällt plötzlich der Strom aus. Als Prälat Hinter sich am Sicherungskasten zu schaffen macht, wird er von einem als Tod verkleideten Mann bedroht. Durch das beherzte Einschreiten von Resi Berghammer wird dieser in die Flucht geschlagen. Die Zusammenhänge zwischen Prälat, Notar und Briefeschreiber werden Kommissar Benno Berghammer allmählich klar, als seine Mutter ihm erzählt, der Prälat habe sie zu überreden versucht, die „Pension Resi“ der Kirche zu vermachen. Die Notariatsangestellte Eva Lachner nennt Berghammer einen Fall, wo sie Zweifel hatte, ob die betagte Dame sich der Tragweite ihres Tuns noch bewusst war.
Inzwischen hat sich herausgestellt, dass Monika Netzthaler in der Tatnacht nicht zu Hause, sondern bei einem gewissen Max Roidl war; eine Nachbarin hat die Frau um 03:00 Uhr aus einem Taxi steigen sehen. Staatsanwältin Dr. Zirner hat deshalb Durchsuchungsbefehle erwirkt, in der Hoffnung, in einer der Wohnungen die Tatwaffe zu finden. Kommissar Berghammer ist jedoch immer mehr davon überzeugt, dass der Notar das eigentliche Anschlagsziel war. Mit seiner Kollegin Lorenz sucht er Tobias Schöpplein auf, den Enkel der Dame, deren Namen er von Eva Lachner erfahren hat. Der Student Schöpplein gibt unumwunden zu, die Drohbriefe geschrieben zu haben, weil der Prälat sich mit Hilfe des Notars vor über einem Jahr das Vermögen seiner Oma unter den Nagel gerissen hat. Leider könne er nicht beweisen, dass sie bereits damals nicht mehr zurechnungsfähig gewesen sei. Die Kommissare überzeugen sich selbst davon, dass Frau Schöpplein dement ist, und fragen den Enkel nach seinem Alibi. Er will zu Hause gewesen sein und an seiner Diplomarbeit geschrieben haben.
Die Durchsuchung der Räumlichkeiten von Monika Netzthaler und Max Roidl bringt keinen Erfolg. Als Grund für ihre Lüge mit der Schlaftablette gibt Frau Netzthaler an, sie habe sich für die Affäre geschämt.
Die Kommissare Berghammer und Lorenz suchen Notar Schmidseder auf, um ihm mitzuteilen, dass der Briefeschreiber identifiziert worden sei, der Mörder aber nach wie vor frei herumlaufe. Sie raten ihm deshalb dringend von der Teilnahme am letzten Ball ab. Da der Notar meint, die Veranstaltung sei viel zu wichtig, als dass er fernbleiben könne, stellen sie dem Mörder eine Falle. Als dieser im bunten Treiben auf sein Opfer einsticht, kann er mit der Waffe nicht durchdringen – unter der Verkleidung verbirgt sich nicht der Notar, sondern Kommissarin Lorenz, die eine Schutzweste trägt. Der Angreifer wird überwältigt und demaskiert. Es handelt sich um die Notariatsangestellte Eva Lachner, die als Motiv angibt, sie sei fünf Jahre lang „seine Eva“ gewesen, doch dann sei eine Jüngere, Tina Gerlinger, gekommen und sie sei wieder die „Frau Lachner“ gewesen. Bestimmt lasse er sich wegen der Neuen scheiden, er zeige sich ja überall mit ihr; sein Tod wäre für niemanden ein Verlust gewesen.
Am nächsten Tag sucht Benno Berghammer noch einmal Prälat Hinter auf, um ihn zum Verzicht auf das Vermögen der Frau Schöpplein zu bewegen. Erst als der Kommissar andeutet, es könnte an die Medien durchsickern, auf welche Weise die Kirche an diese Erbschaft gekommen ist, lenkt der Prälat ein.

## Hintergrund
Die Dreharbeiten erfolgten in Bad Tölz, unter anderem im „Hotel Kolbergarten“; als Schauplatz für die „Pension Resi“ diente das Hollerhaus Irschenhausen.

## Kritik
Die Programmzeitschrift TV Spielfilm schreibt: „Eigentlich ist die Reihe ja schon närrisch…“